# Comuna Svirneve, Holovanivsk
Svirneve (în ucraineană Свірневе) este o comună în raionul Holovanivsk, regiunea Kirovohrad, Ucraina, formată din satele Novoholovanivsk, Oleksiivka, Svirneve (reședința) și Zelena Balka.

## Demografie
Componența lingvistică a comunei Svirneve
     Ucraineană (97,73%)
     Rusă (2,17%)
Conform recensământului din 2001, majoritatea populației comunei Svirneve era vorbitoare de ucraineană (97,73%), existând în minoritate și vorbitori de rusă (2,17%).